# Vácrátót
Vácrátót is een plaats (község) en gemeente in het Hongaarse comitaat Pest. Vácrátót telt 1691 inwoners (2001).